# Wintzfelden
Wintzfelden [vint͡sfɛldən] est une localité française située dans le département du Haut-Rhin et la région Alsace. Cette localité n'est pas une commune car elle a la particularité d'avoir toujours été rattachée à la mairie de Soultzmatt. L'église Sainte-Odile est attachée à la paroisse de Soultzmatt. C'est un village de 560 habitants faisant partie du ban de la commune de Soultzmatt. La localité est située sur le site d'un village disparu, Thannwiller est un hameau qui est peuplé aujourd'hui d'une ferme. Le nom du village provient du nom du moine Wingold de la collégiale de Lautenbach qui défricha l'endroit.

## Géographie

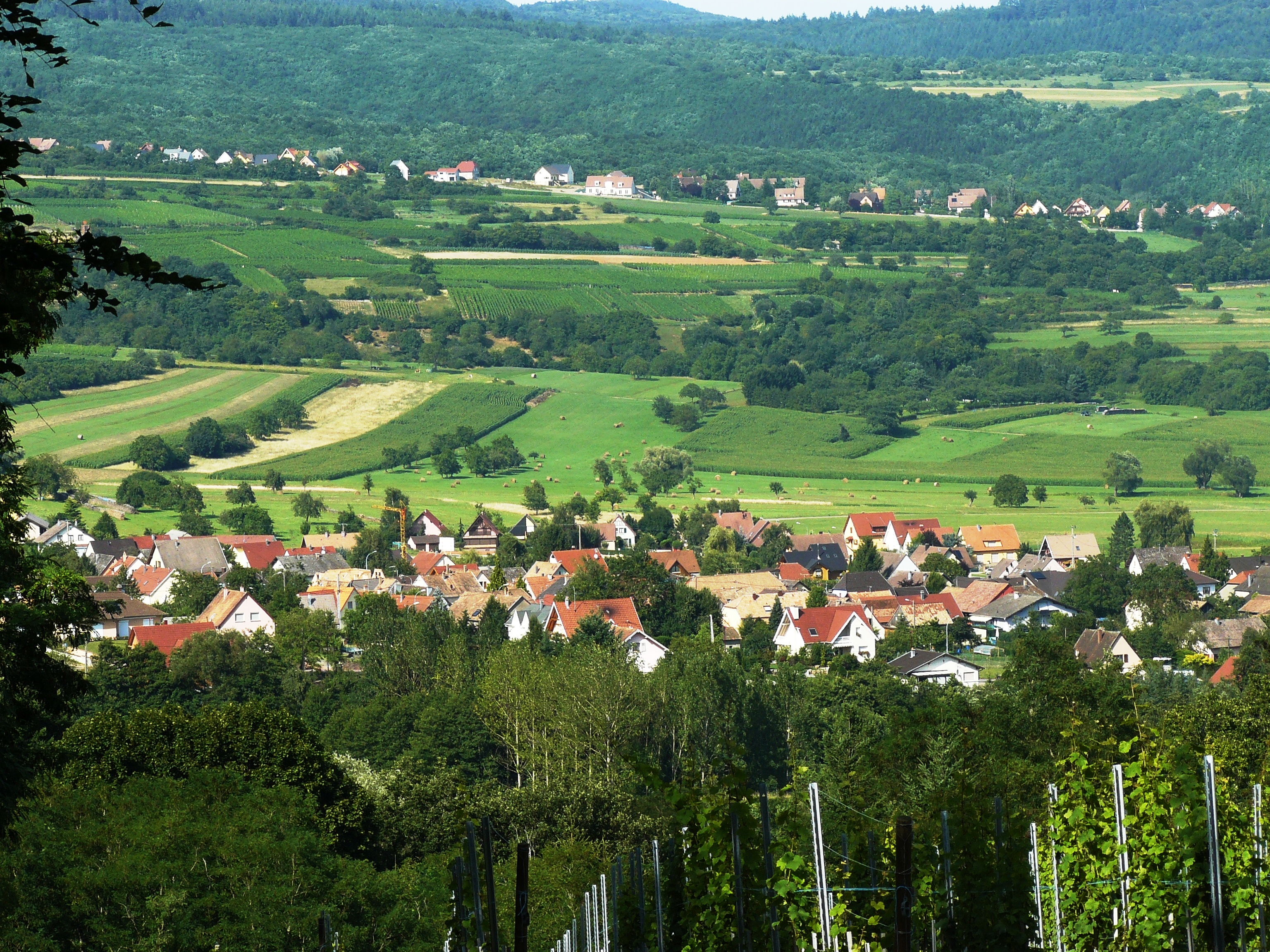
La partie nord du hameau de Wintzfelden vu depuis le site de Schwartzenthann

Le hameau de Wintzfelden, est situé au Nord-Ouest, à 5 km du village de Soultzmatt, au fond de la vallée de l'Ohmbach, entre les pentes boisées du Rundkopf et du Mühlkopf. Son altitude est de 351 mètres.

### Toponymie
- Wingoltzvelden, 1255
- Wingoldtzfelden, 1336
- Wyngoltzfelde, 1487
- Wingoltzfeldenn im Dorff, 1561

### Lieux-dits
- Wintzfelderladschaft
- Hunretal

## Histoire

### Des terres occupées depuis la plus haute Antiquité
L'emplacement de l'ancien village de Wintzfelden a probablement déjà été occupé, vers 671-672, à l'époque du règne de Childéric II. Ce dernier fonde plusieurs monastères sur ses propres terres, dont celui de Saint-Georges, patron de la vallée. Un lieu de culte devait sans doute exister à l'emplacement du Schwartzenthann, bien avant l'apparition du village. Vers le VIIIe siècle, l'évêque de Strasbourg administre d'un point de vue temporel la contrée qui est connue sous le nom de Mundat supérieur par le bailli de Rouffach. L'évêque accorde à la collégiale de Lautenbach le droit de prélever la dîme dans la vallée. Plus tard un moine nommé Wyngold en provenance de Lautenbach, défriche l'arrière-vallée et installe vraisemblablement une cellule puis une petite communauté de moines. C'est la naissance du hameau, et avec lui un lieu de culte officiel. À l'époque Wintzfelden fait également partie d'un point de vue spirituel, de l'ancien chapitre rural "citra colles ottonis" dépendant de l'évêché de Bâle. La communauté va dépendre de ces deux pouvoirs jusqu'à la Révolution. 

### Origine du village
Wintzfelden est cité pour la première fois dès 1255 sous le nom de Wingoltzvelden, ce qui signifie champ du moine du nom d'un moine de la Collégiale de Lautenbach qui défricha les lieux. Une famille de la petite noblesse portait le nom du lieu : Adélaïde de Wilgoltzvelden dès le XIIIe siècle. Le chapitre de Lautenbach y possédait une cour (villiatio) vers 1255, puis le couvent Sainte-Claire de Bâle vers 1287 et l'abbaye de Marbach en 1341. En 1333, un oratoire dédiée à saint Georges est consacré. Il était situé près de l'église actuelle. Saint Georges était le patron de la vallée, d'où d'abord vallée de Saint-Georges.

### Les guerres du Moyen Âge
La vallée eut beaucoup à souffrir en 1298 pendant la guerre opposant l'empereur Adolphe de Nassau et le duc Albert Ier d'Autriche. Le chapitre de Lautenbach avait fait ériger au XIIe siècle une église romane dans le village qui sera entièrement détruite en 1298 par les troupes de Thiébaut de Ferrette qui guerroie pour le compte d'Aldolphe de Nassau. Pendant la guerre des Paysans en 1525 ce sont les paysans qui pillent et ravagent le village y compris l'église et le couvent de Schwartzenthann. Vers 1571 les Navarrais s'emparent de la vallée en saccageant les villages, le couvent et les églises. En pleine guerre de Trente Ans (1618-1648) le village est pillé et attaqué. On déplore le vol de deux cloches perpétrés par les assaillants. Du 5 au 21 janvier 1675 ce sont les troupes du maréchal Turenne et son armée qui mettent à sac toute la vallée pillant au passage l'église de Wintzfelden.

### La Révolution
Les habitants de la vallée poussés par les troubles de la Révolution sont entraînés activement à l'agitation révolutionnaire par un certain Joseph Nithard. Il sera par la suite, administrateur des biens des nobles de Landenberg jusqu'en 1790 et devint un révolutionnaire fanatique. Pendant la Révolution, le petit bourg de Wintzfelden (aujourd'hui village de 560 habitants) est rattaché administrativement à Soultzmatt.

## Lieux et monuments

### Église Sainte-Odile

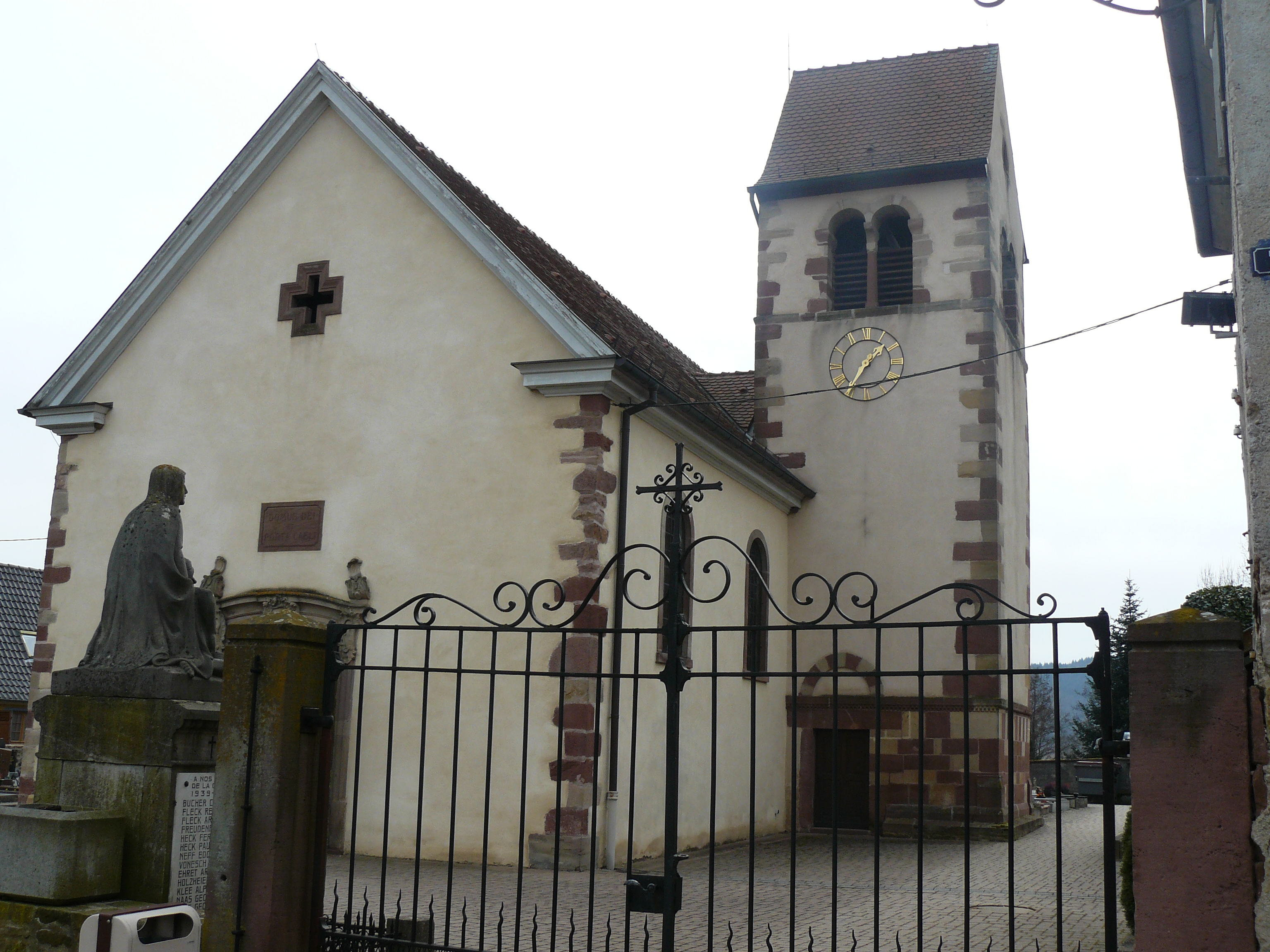
Église Sainte-Odile de Wintzfelden

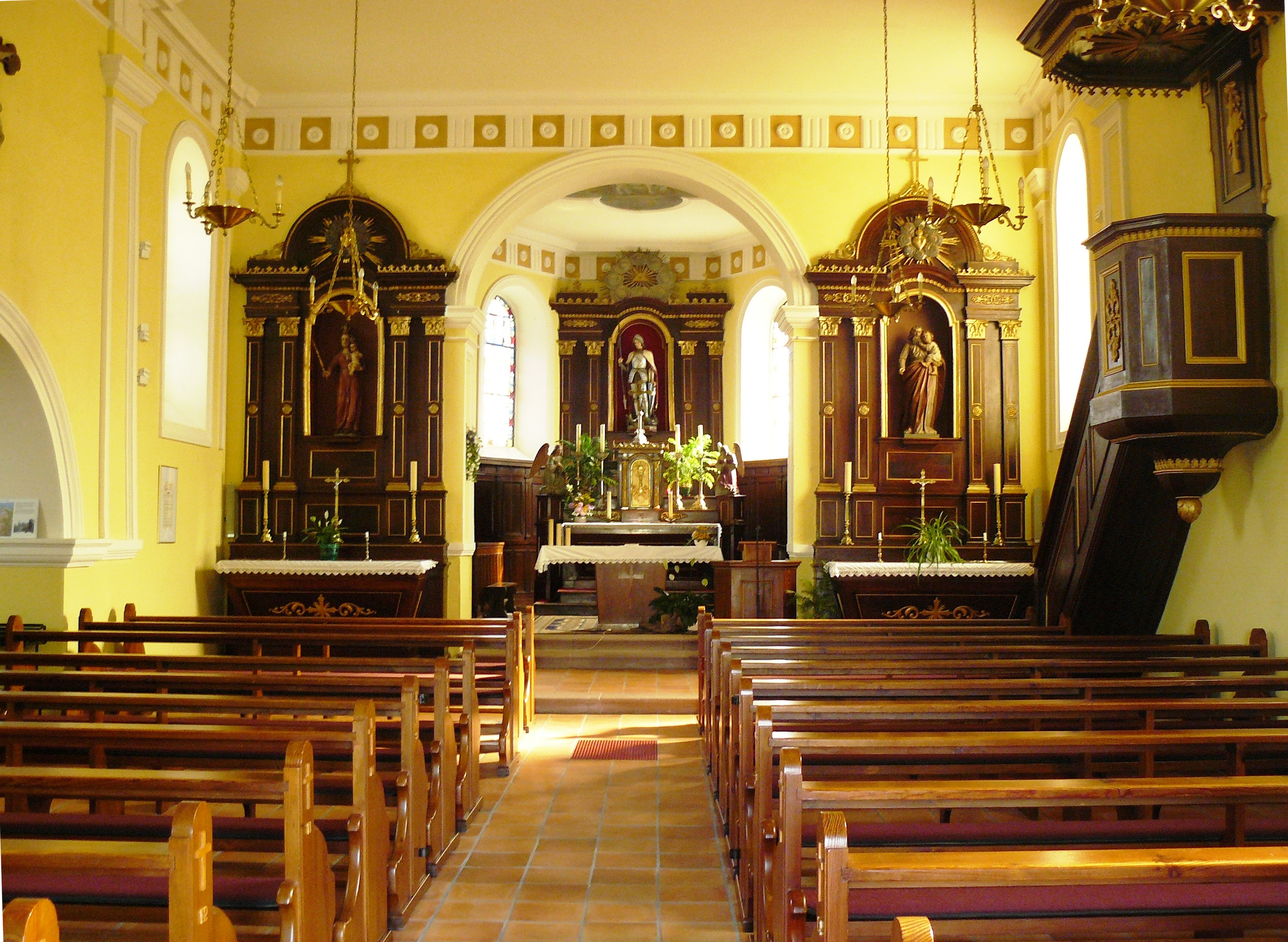
Le chœur de l'église Sainte-Odile de Wintzfelden

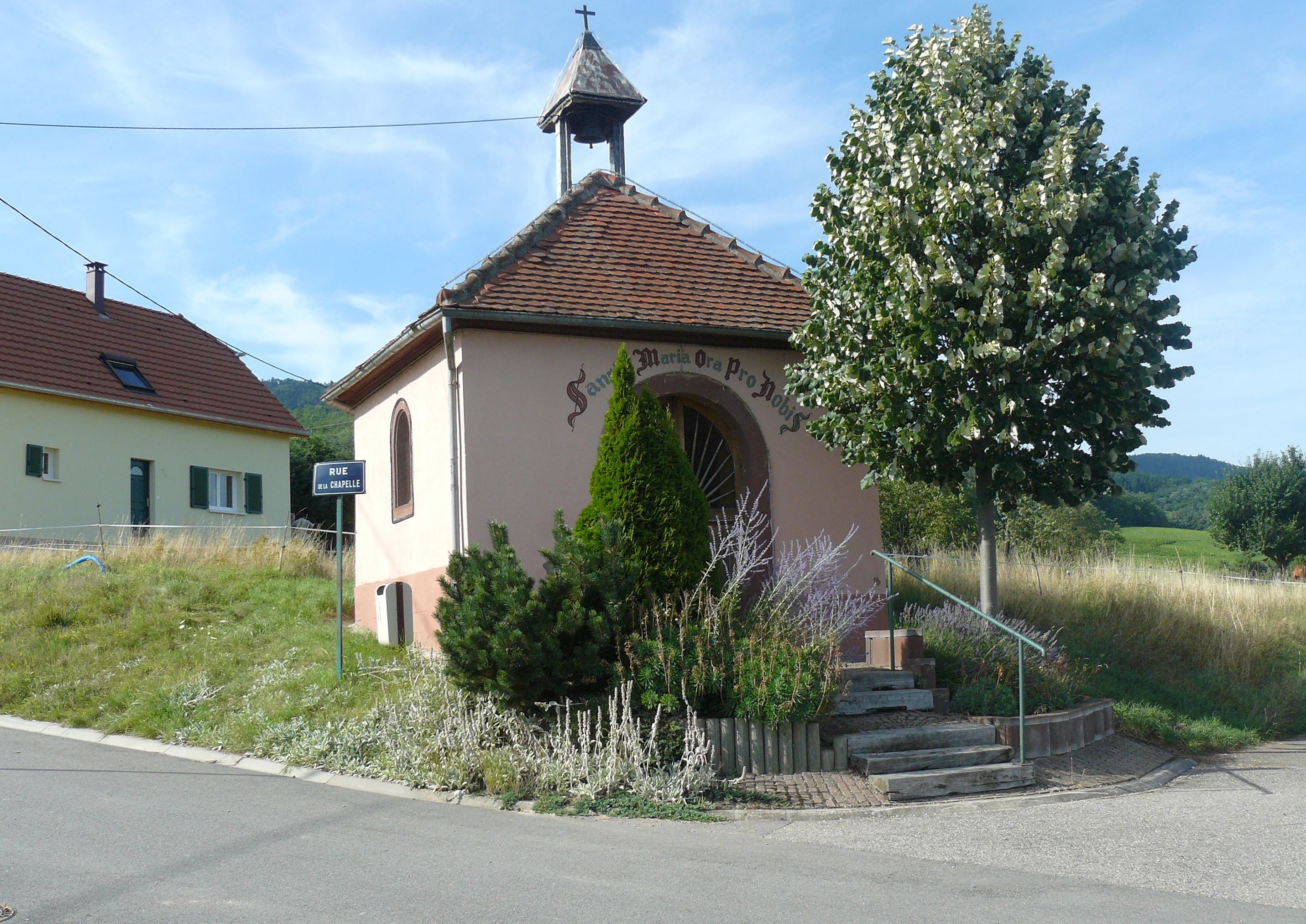
Chapelle du Ritzenthal à Wintzfelden, commune de Soultzmatt

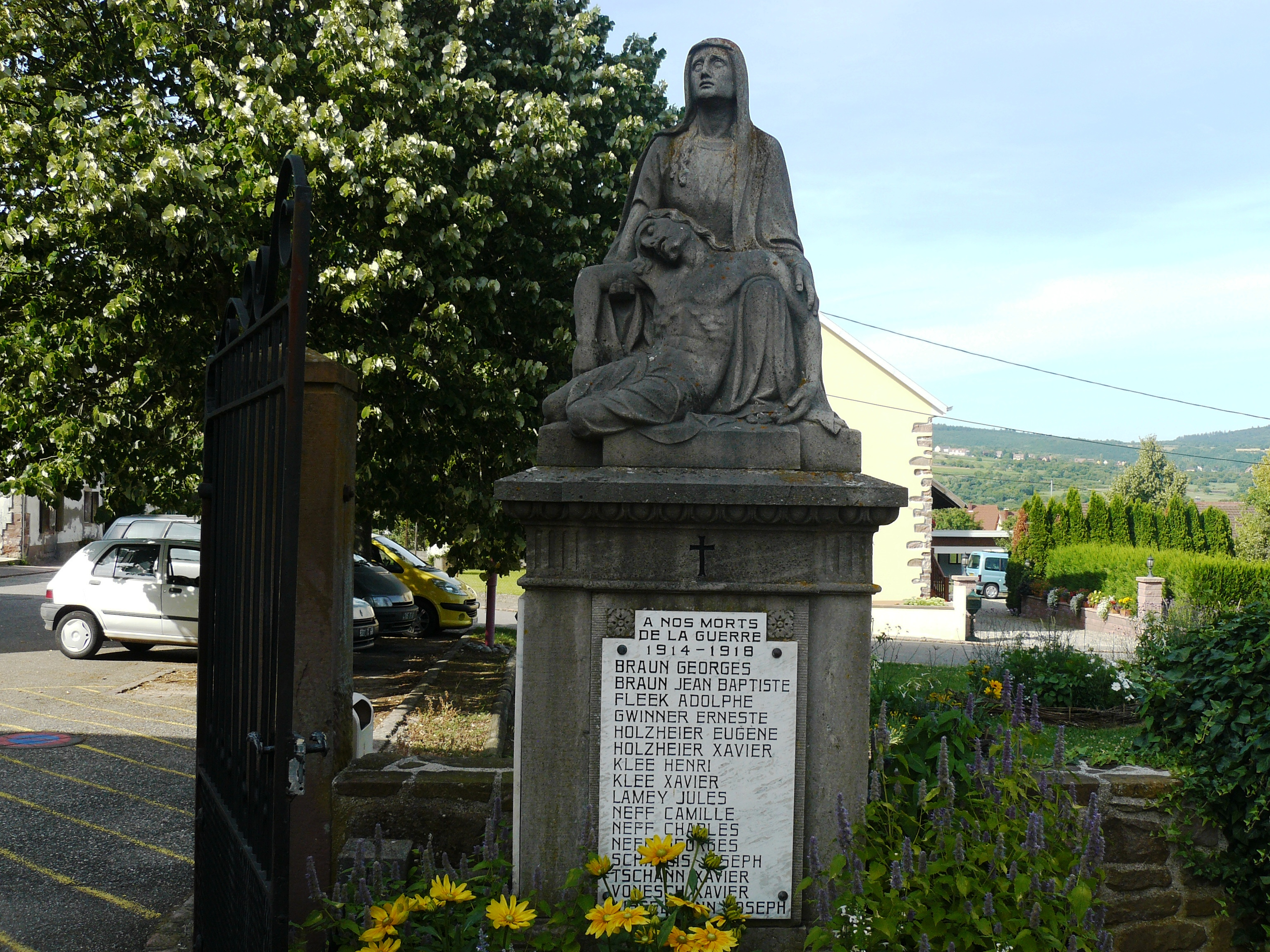
Monument aux morts de Wintzfelden

L'église Sainte-Odile de style roman remonte à la fin du XIIe siècle ou au début du XIIIe siècle. À partir de 1336 on signale un pèlerinage provenant des villages des alentours que sont Soultzmatt, Osenbach, Westhalten et Gueberschwihr. Les pèlerins se rendent à la chapelle Saint-Georges édifiée par les moines de la collégiale de Lautenbach. En 1441 les villages d'Osenbach et de Wintzfelden sont desservis par le même vicaire qui réside dans le bourg.

Pendant les guerres du Moyen Âge, le bourg eut à souffrir des calamités naturelles, épidémies diverses et représailles de la part de Suédois au XVIIe siècle. Pendant la guerre de Trente Ans le clocher a été endommagé, puis restauré en 1702. Toujours la même année, la tour de guet de l'église est surmontée d'un toit et d'un pignon. Ces travaux sont jugés prioritaire en raison des fréquentes mises à sac du village par les différentes guerres. La même année Nicolas, Lorenz et Lucas Nessel ainsi que leur beau-frère Sigmund Hunold, offrent à l'église de Wintzfelden une petite cloche dédiée à saint Georges qu'ils ont fait réaliser chez Heinrich Weltnaver de Bâle. Ce don fait suite à une promesse que leur père Sébastien Nessel, ancien prévôt de Soultzmatt avait faite pendant la guerre des Suédois qui a ravagé la vallée noble. Le 29 septembre 1770 le village dépose une demande auprès des autorités ecclésiastiques pour obtenir une paroisse indépendante, imitant en cela les paroissiens d'Osenbach dont la demande est déposée le 20 mai 1770. Le bourgmestre de Soultzmatt qui avait son mot à dire, refuse d'accorder une telle faveur aux deux communautés. Mais Osenbach persiste dans sa démarche au motif que les habitants pour assister aux services religieux doivent emprunter des chemins souvent impraticables et dangereux pour se rendre à Soultzmatt. En 1777 l'ensemble du bâtiment de l'ancienne église doit être démoli. En 1822-1827 l'église de Wintzfelden est complètement délabrée. La population du hameau doit se rendre à Osenbach, village voisin distant de 2 km pour le culte. Malgré l'insistance de la population, le conseil municipal de Soultzmatt refuse toujours d'envisager la reconstruction de l'église et de son presbytère nécessaires à l'établissement d'une succursale à Wintzfelden. Le 10 mai 1858 le conseil municipal provisionne une somme de 4000 francs pour entamer la reconstruction de l'église. Il est mentionné que « cette dépense est urgente attendu que l'enceinte actuelle contient à peine le quart de la population du hameau et que la toiture risque de s'écrouler ». De surplus, « il n'est que justice que la commune de Soultzmatt réalise une promesse qu'elle a faite au hameau de Wintzfelden depuis au moins un demi-siècle ». Mais les plans de reconstruction de la nouvelle église qui étaient dans les tiroirs de la municipalité de Soultzmatt pendant plus de 80 ans vont enfin sortir de l'oubli. Le 26 septembre 1859 le conseil municipal de Soultzmatt autorise le démarrage officiel des travaux. Les pierres pour la construction de l'église sont prélevées de la carrière de Soultzmatt ainsi que des ruines du couvent de Schwartzenthann. La tuilerie locale de Thannwiller fournira les tuiles pour la toiture de l'église. Le 13 décembre 1862 la nouvelle église est inaugurée. Seul subsiste encore aujourd'hui de l'édifice ancien, le clocher fortifié, qui servait aussi de tour de guet. La nef, orientée ouest-est a depuis été démolie et reconstruite en 1859 grâce aux paroissiens. Cette restauration a permis de lui donner son aspect actuel, avec un toit à deux pentes et à l'étage supérieur deux baies géminées séparées par deux colonnettes à chapiteau cubique sur chaque face. En 1862 sous la prêtrise de M. Friess, administrateur de la cure de Wintzfelden, l'église est consacrée à la patronne de l'Alsace, sainte Odile. L'église avait d'abord pour patron saint Georges, tout comme le village. Trois plus tard c'est l'abbé Faffa qui prendra le relais en administrant la nouvelle cure. Il retrouve dans le grenier du presbytère une vieille statue de saint Georges à cheval qu'il fait restaurer. La même année la commune de Soultzmatt rachète à la paroisse de Rouffach une cloche de 197 kg destinée au clocher de l'église de Wintzfelden. Cette cloche a été coulée en 1820. Le 29 décembre 1872 un orgue comportant sept registres d'une valeur de 2078 francs de l'époque est commandé chez Monsieur Berger facteur d'orgues à Rouffach.
En 1874 le mur d'enceinte du cimetière d'une longueur de 160 mètres est réparé par la commune et recouvert de tuiles "Gilardoni". Un maître serrurier de Colmar, met en place le portail principal côté nord encore visible de nos jours qui comporte deux battants ainsi qu'un portail côté sud donnant sur l'actuelle rue des Vosges, le tout pour une somme de 1700 francs. Le 16 mai 1881 est installée la première horloge du clocher commandé chez Urbain Adam de Colmar pour la somme de 1000 francs. Le 17 mars 1914, grâce à l'opiniâtreté du curé Straub l'église de Wintzfelden est déclarée paroisse autonome.

### Chapelle du Ritzenthal
Construite en 1868 cette chapelle dédiée à Notre-Dame auxiliatrice est située à l'angle de la rue de la chapelle et du Ritzenthal. Jusqu'en 1970 on y faisait la procession annuelle aux rogations et le jour de l'Assomption. Actuellement une messe y est célébrée le samedi le plus voisin du 8 septembre, fête de la nativité de la Vierge.

### Le Lapidarium

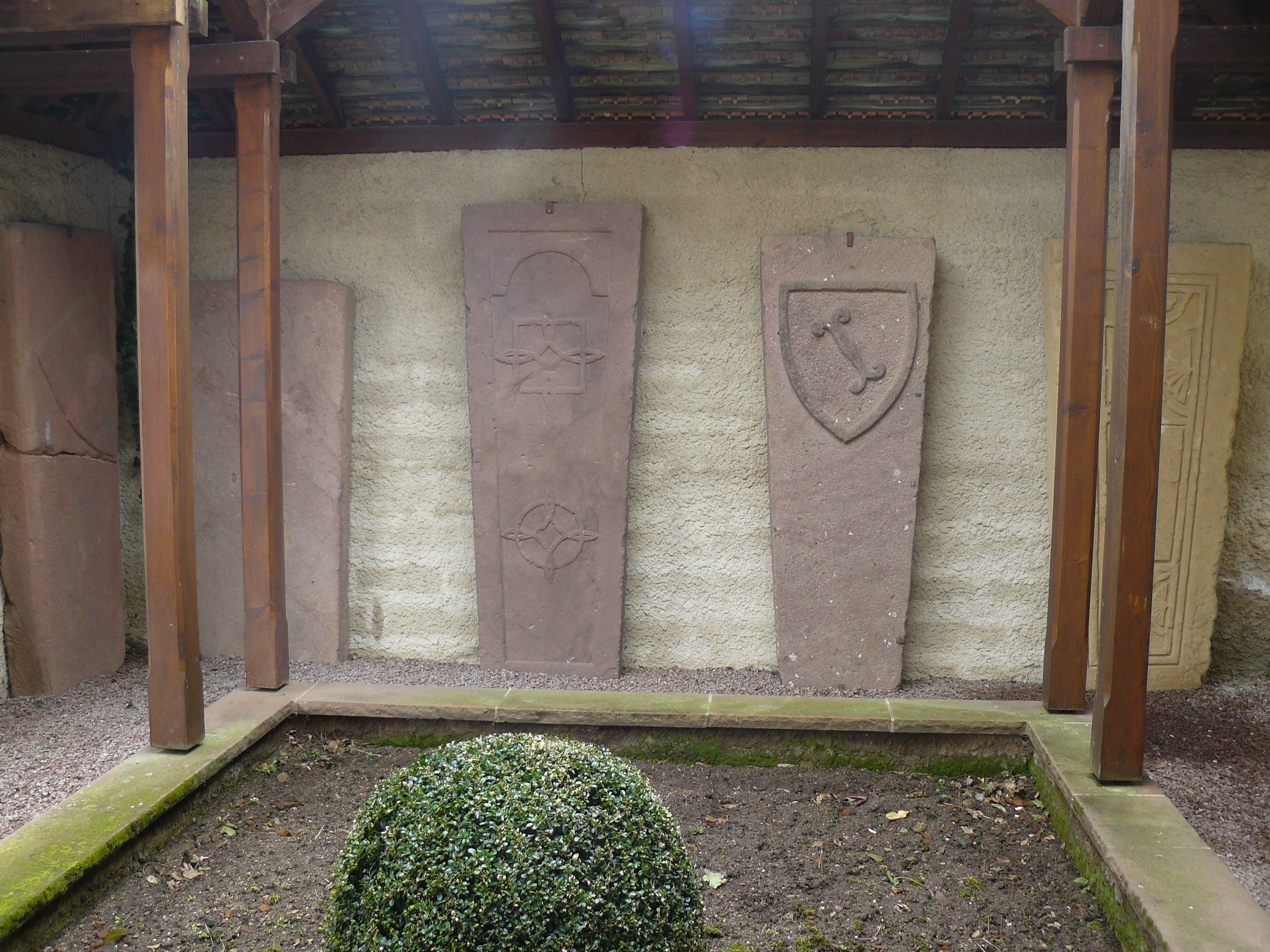
Le Lapidarium - Vestiges du couvent de Schwartzenthann

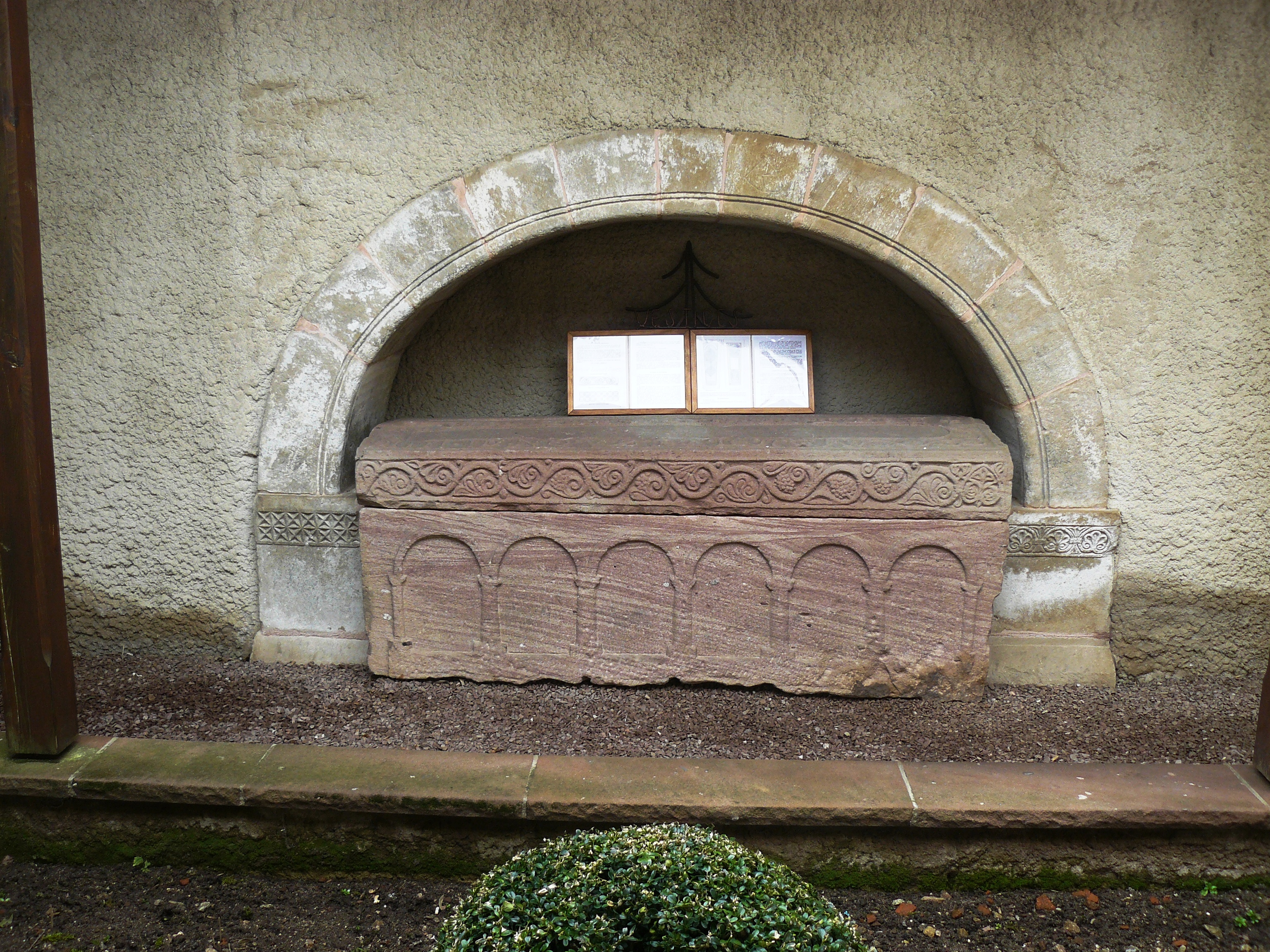
Sarcophage du XIIe siècle installé dans les jardins du presbytère de Wintzfelden qui contenait la dépouille de la mère supérieure du couvent

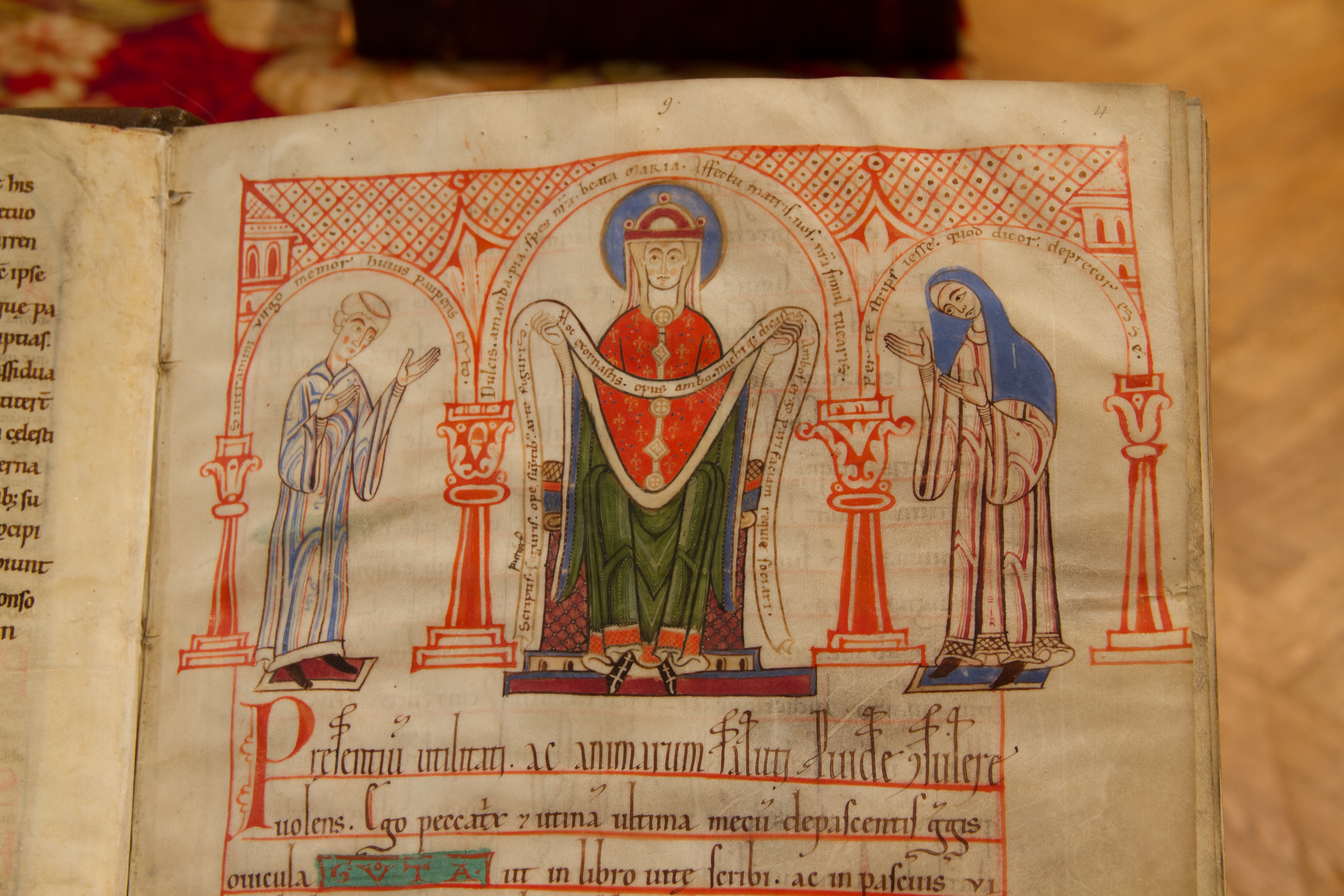
Codex Guta-Sintram. Manuscrit sur parchemin, 1154. Ouvrage écrit par la nonne Guta (à droite) et illustré par le moine Sintram (à gauche). Il a appartenu aux chanoinesses du monastère de Schwartzenthann (Haut-Rhin).

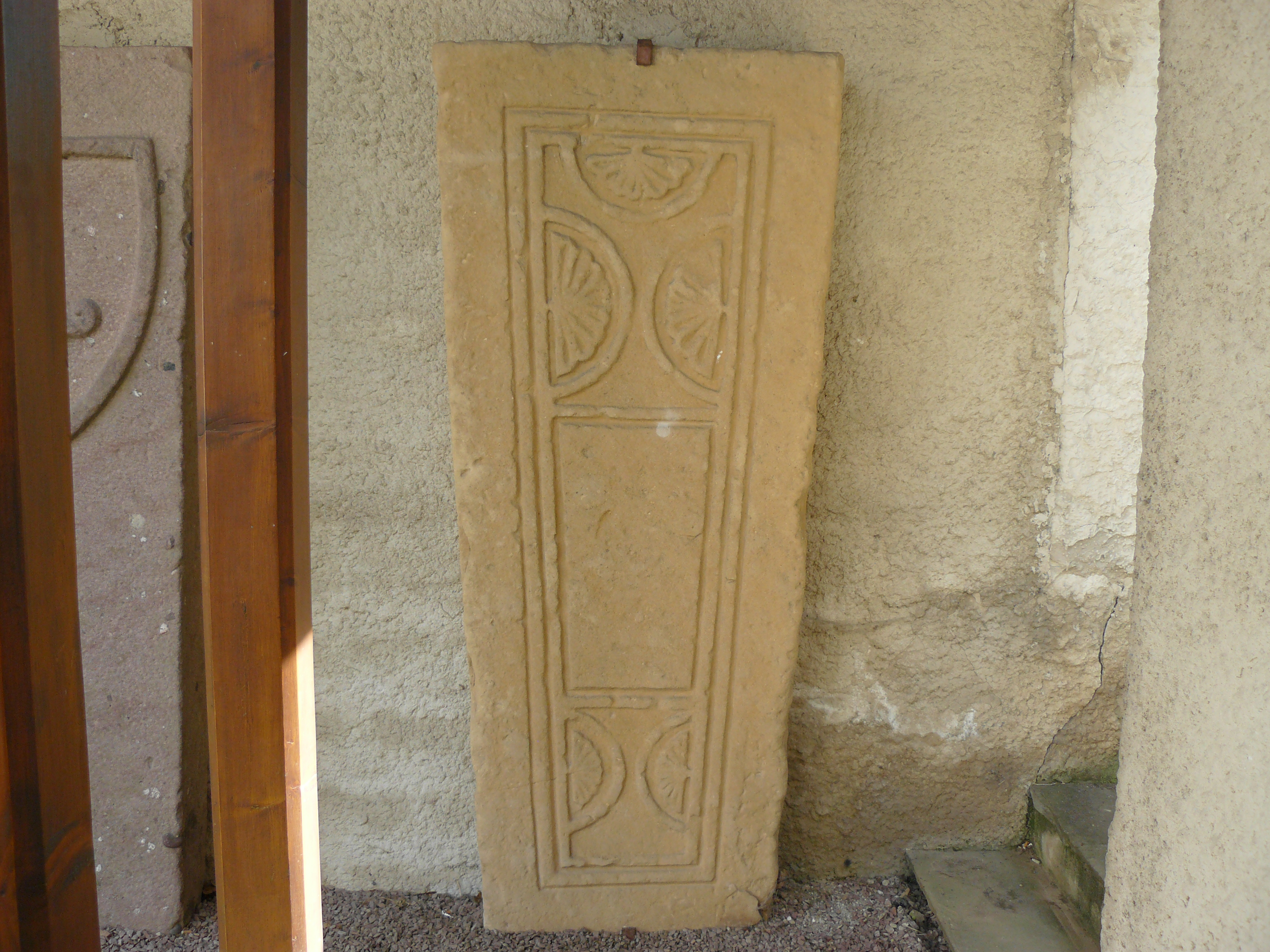
Dalle funéraire trouvée à Schwartzenthann

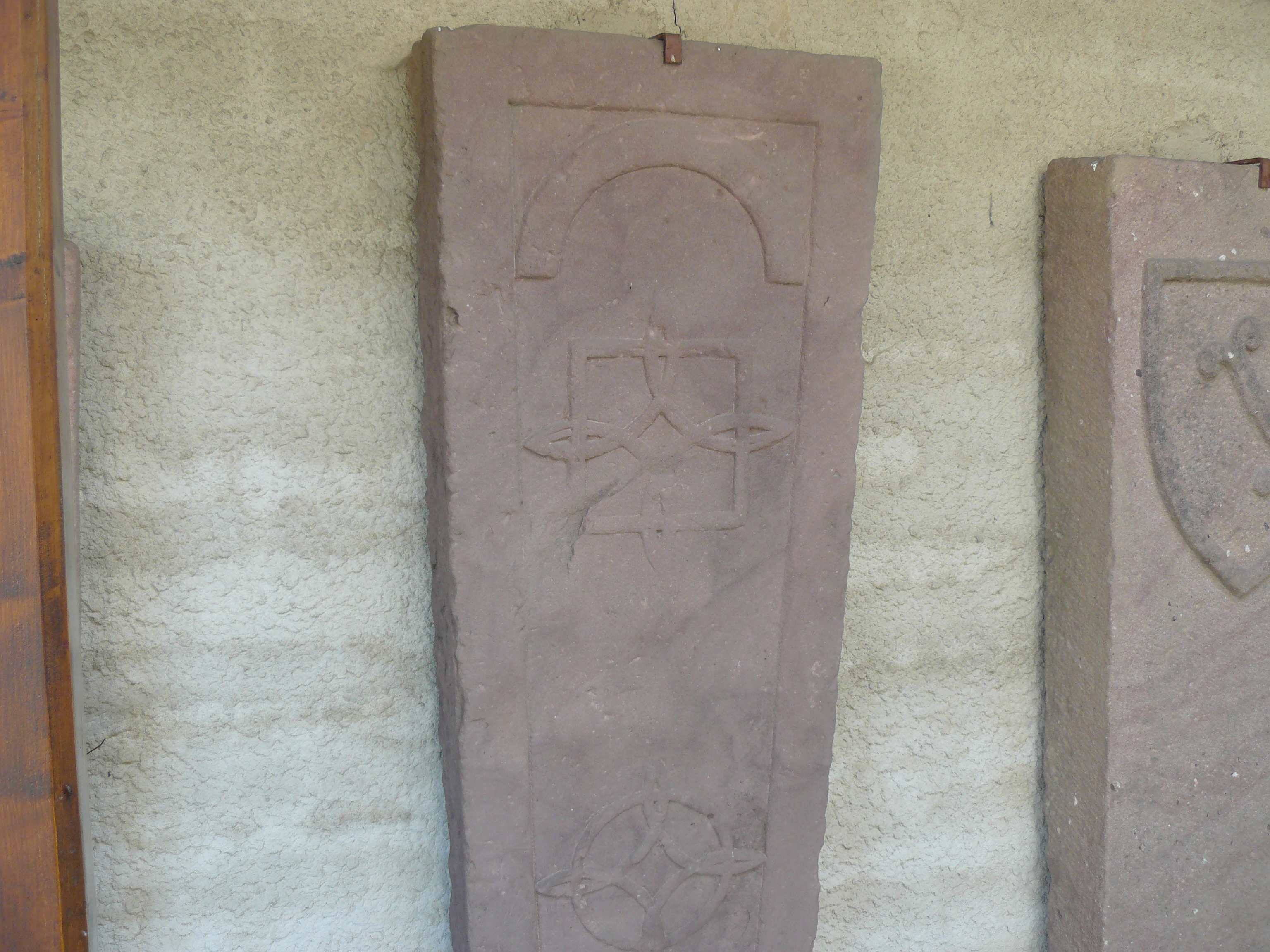
Autre dalle funéraire du couvent de Schartzenthann

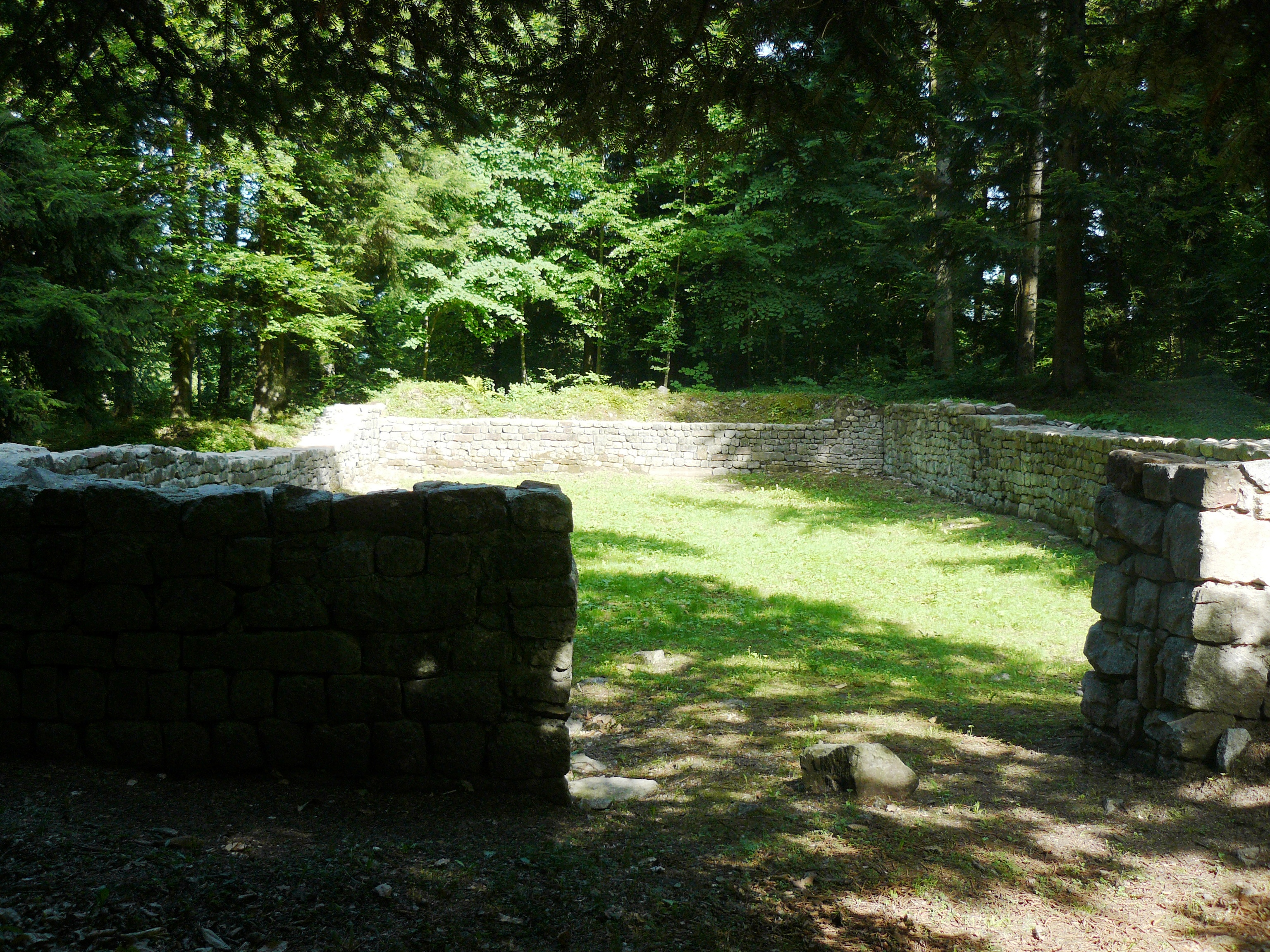
Vestige du couvent de Schwartzenthann à Wintzfelden, commune de Soultzmatt - A l'emplacement existait une église

C'est en 1969 que des jeunes du hameau s'amusant à fouiller les décombres du couvent de Schwarzenthann firent remonter à la surface plusieurs dalles funéraires et un sarcophage. Ces vestiges furent classés parmi les Monuments Historiques. Pour mettre ces vestiges à l'abri on a construit un lapidarium dans les jardins du presbytère, qui fut inauguré le 14 septembre 1986. Sur le sarcophage qui contenait les restes de trois religieuses on trouve l'inscription latine V Idus august obiit Certrudis conversa, le 5e jour des ides d'août est décédée la converse Gertrude. Une deuxième inscription est libellée ainsi : IV idus novembris abiit Elletna, le 4e jour des ides de novembre est décédée Ellenta. La troisième inscription ne porte que le nom d'Agnès sans aucune autre précision. La dalle funéraire du XIIe siècle présente un décor médiéval. Les quatre éléments de la matière (le feu, l'eau et la terre) s'y unissent les uns aux autres dans un cycle éternel.

## Couvent du Schwartzenthann

### Origine et fondation
On pense que le site de Schwartzenthann fut occupé dès la Préhistoire. Les Celtes étaient peut-être établis à cet endroit. Au début du XIIe siècle un couvent de sœurs Augustines est transféré au Schwartzenthann depuis l'abbaye de Marbach. La communauté des chanoinesses de Marbach reçut vers 1117 un terrain au fond du vallon de Wintzfelden pour la construction du couvent. Le couvent de Schwartzenthann se trouvait au XIIe siècle au Sud-Ouest du hameau, en pleine forêt, et était occupé par des religieuses Augustines venant de l'abbaye de Marbach. Les travaux durèrent assez longtemps puisque le couvent fut achevé après plus de sept ans. La communauté établie à Wintzfelden vers 1124 resta affiliée à l'abbaye de Marbach. Vers le XIIe siècle le nombre de chanoinesses présentes au couvent de Schwartzenthann était d'environ 40 religieuses. Le cimetière à côté de l'église enregistrait déjà une dizaine de tombes.

### Les chanoinesses copient et rédigent des manuscrits
La principale activité des sœurs Augustines était la copie, la rédaction de manuscrits (scriptorium) et la broderie pour le culte religieux. Ce couvent de religieuses fut célèbre dès le XIIe siècle pour avoir calligraphié en 1154 le Codex Guta-Sintram réalisé par la chanoinesse Guta de Schwartzenthann puis enluminé par un moine de l'abbaye de Marbach connu sous le nom de Sintram. Cet ouvrage est considéré comme un des plus beaux fleurons de l'enluminure romane en Alsace depuis la disparition de l'Hortus deliciarum de l'abbesse Herade de Landsberg, lors de l'incendie de la bibliothèque de Strasbourg en 1870. L'atelier d'enluminures produisit plusieurs manuscrits qui sont aujourd'hui dispersés dans divers musées en Europe (Laon, Nuremberg). Les chanoinesses pratiquaient la viticulture, et la culture de leurs champs, dont elles tiraient le principal de leurs revenus.

### Le couvent plusieurs fois pillé et détruit
L'église conventuelle fut agrandie en 1214. En 1298 le couvent est détruit par Thiébaut de Ferrette qui guerroie pour le compte d'Adolphe de Nassau. Le couvent reconstruit en 1313 est à nouveau mis à sac en 1375 par les Routiers puis par les Armagnacs en 1444. Il se relèvera toutefois dès 1484 mais est abandonné en 1493. Le couvent après avoir été réoccupé par les moniales de l'abbaye cistercienne de Lucelle est à nouveau saccagé en 1525 lors de la guerre des paysans. Les dernières Augustines encore présentes sur les lieux quittèrent Schwartzenthann en 1531 pour Schoenensteinbach le domaine fut vendu par l'évêque de Strasbourg en 1543 à la commune de Soultzmatt. En 1571 ce sont les Navarrais qui pillent et incendient ce qui reste du couvent.

### Des galeries creusées sous le couvent?
Après les différents pillages et destructions, les occupantes du couvent firent creuser des galeries permettant aux chanoinesses d'échapper à leurs poursuivants. Selon la légende sept petits passages souterrains existaient dont l'un permettait d'aboutir au lieu-dit du Blummenstein. Sur le lieu existe à présent un terrain de sport. À la suite de travaux plusieurs galeries se sont effondrées. Un autre passage permettait de rejoindre le village de Wintzfelden au nord près de l'endroit connu à présent sous le nom de Ritzenthal. Ces galeries souterraines auraient permis selon une légende de cacher des trésors, dont 12 statues en or représentant les douze apôtres. Les galeries découvertes conduisaient plutôt vers la montagne.

### La cloche du couvent
La légende rapporte aussi, que les habitants de Rouffach, après la destruction du couvent voulurent emporter la cloche de l'église. Ils placèrent la cloche sur un chariot tiré par des bœufs. À la sortie du village, l'attelage refusa d'avancer. Sur les conseils d'un prêtre, les habitants firent demi tour et installèrent la cloche sur le clocher de l'église Saint-Sébastien de Soultzmatt.

### Le couvent laissé à l'abandon
Schwartzenthann en ruines fut laissé à l'abandon. Les pierres provenant du cœur de l'ancien couvent furent réutilisées pour consolider les églises de Soultzmatt et de Wintzfelden ainsi que le collège jésuite d'Ensisheim. Seul le chœur de la chapelle resta encore visible jusqu'en 1778.

### Les vestiges du couvent
En 1969, des enfants de Wintzfelden mirent au jour des vestiges du couvent de Schwartzenthann qui étaient restés dans l'oubli depuis plus de 350 ans. Un sarcophage roman et des dalles funéraire furent dégagés. Pour éviter le pillage des lieux, les monuments funéraires ont été placés à l'abri dans un lapidarium à Wintzfelden. Aujourd'hui, l'endroit où vécurent les Augustine est revenu à l'état sauvage. Seuls subsistent encore les murs de l'église qui émergent à une hauteur de 1,20 mètre. Les tombes ont été trouvées le long du mur nord, à l'extérieur de la muraille. Les dalles funéraires et le sarcophage se trouvent à présent exposés au lapidarium, près du presbytère de l'église de Wintzfelden. Les ruines de l'église permettent de déduire que le couvent comportait outre le cloître, une ferme et ses dépendances et un dispensaire, où les religieuses soignaient avec des plantes médicinales les paysans du village.

### Préservation mise en valeur et entretien du site
Depuis 2010, l'association "Les Amis de Schwarzenthann" œuvre pour la mise en valeur et la protection du site. 
Un sentier de découverte a également été mis en place en 2013 pour permettre aux visiteurs de découvrir l'histoire du couvent à travers plusieurs panneaux pédagogiques.